# Candlelight (utwór muzyczny)
Candlelight (węg. Szívverés) – utwór węgierskiej wokalistki Csézy, nagrany i wydany w formie singla w 2008 oraz umieszczony na debiutanckiej płycie artystki pt. Szívverés. Piosenkę napisali Viktor Rakonczai, Imre Mózsik i Jánosi.
W lutym 2008 utwór „Szívverés” wygrał w finale programu Euróvízíós Dalverseny 2008. Utwór w angielskiej wersji językowej reprezentował Węgry podczas 53. Konkursu Piosenki Eurowizji organizowanego w Moskwie. W maju pomyślnie przeszedł przez półfinał konkursu, w finale zajął ostatnie, 19. miejsce z dorobkiem 6 punktów.

## Lista utworów
CD Single (wersja węgierska)
1. „Szivverés” – 3:24
2. „Szivverés” (Radio Pop Mix) – 3:40
3. „Candlelight” – 3:23

CD Single (wersja angielska)
1. „Candlelight” – 3:23
2. „Szivverés” – 3:24